# Запаметяващо устройство
Запаметяващо устройство (ЗУ) е устройство, предназначено за запис и съхранение на данни върху носител на информация. В основата му на работа може да бъде всеки физически феномен, който осигурява привеждане на системата към две или повече устойчиви състояния.. Чрез запаметяващи устройства се реализира съхранението на компютърни данни.

## Класификация
По формата на записаната информация:
- аналогови;
- цифрови.

По устойчивост на записа и възможност за презапис:
- Постоянни, чието съдържание не може да се изменя от крайния ползвател (например BIOS) и допуска само четене на информацията.
- Записващи, в които ползвателят може да запише информация еднократно (например CD-R).
- Многократно презаписващи (например CD-RW).
- Оперативни – позволяват запис, съхранение и четене на информация в процеса на работа. Бързи, но скъпи запомнящи устройства от този тип са изградени от тригери (например SRAM), по-бавни, но по-евтини разновидности са изградени от кондензатори и полеви транзистори (например DRAM). И двата типа са енергозависими.

По енергозависимост:
- енергонезависими, в които записите не се изтриват при изключване на захранването;
- енергозависими, в които записите се изтриват при изключване на захранването;
  - статични, при които за запазване на информацията е достатъчно запазването на захранващото напрежение;
  - динамични, при които информацията деградира с времето и освен захранващо напрежение е необходима периодична регенерация.

По тип на достъпа:
- С последователен достъп (например магнитна лента).
- С произволен достъп (RAM) (например оперативна памет).
- С директен достъп (например твърд диск).
- С асоциативен достъп (специални устройства, за повишаване на производителността при бази данни).

По геометрично изпълнение:
- дискови (магнитни дискове, оптични, магнитооптични);
- лентови (магнитни ленти, перфоленти);
- барабанни (магнитни барабани);
- картови (магнитни карти, перфокарти, флашкарти, смарткарти);
- печатни платки (модули памет, DRAM, картриджи).

По физически принцип:
- перфорационни (с отвори)
  - перфокарта
  - перфолента
- с магнитен запис
  - феритна памет (пластини и др.)
  - магнитни дискове
    - твърд магнитен диск
    - гъвкав магнитен диск

  - магнитни ленти
  - магнитни карти
- оптични
  - CD
  - DVD
  - HD-DVD
  - Blu-ray Disc
- магнитооптични:
  - CD-MO
- с натрупване на електростатичен заряд в диелектрици (кондензаторни ЗУ, запомнящи електроннолъчеви тръби);
- използващи полупроводникови ефекти (EEPROM, флашпамет)
- звукови и ултразвукови (закъснителни линии);
- свръхпроводящи (криогенни елементи);

По броя на устойчивите (разпознаваеми) състояния на един елемент от паметта:
- двоични
- троични
- десетични

## Най-разпространени днес
- Магнитни (например в банкови карти)
- Флашпамет: USB флаш, карти памет в телефони и фотоапарати, SSD
- Оптични дискове: CD, DVD, Blu-Ray и др.
- Твърд диск
- Чипове SDRAM (DDR SDRAM и XDR)